# 제3회 전국동시지방선거 울릉군의회
다음은 제3회 전국동시지방선거의 울릉군의회의원 선거결과를 정리한 문서이다. 해당 선거에서 울릉군의회는 지역구의원 7명을 선출했다.

## 지역구 선거 결과
|  | 16.29% |

|  | 14.03% |

|  | 12.79% |

|  | 12.72% |

|  | 12.68% |

|  | 11.28% |

|  | 10.91% |

|  | 9.26% |

|  | 30.49% |

|  | 24.47% |

|  | 23.14% |

|  | 21.88% |

|  | 53.30% |

|  | 46.69% |